# Свиной шлях

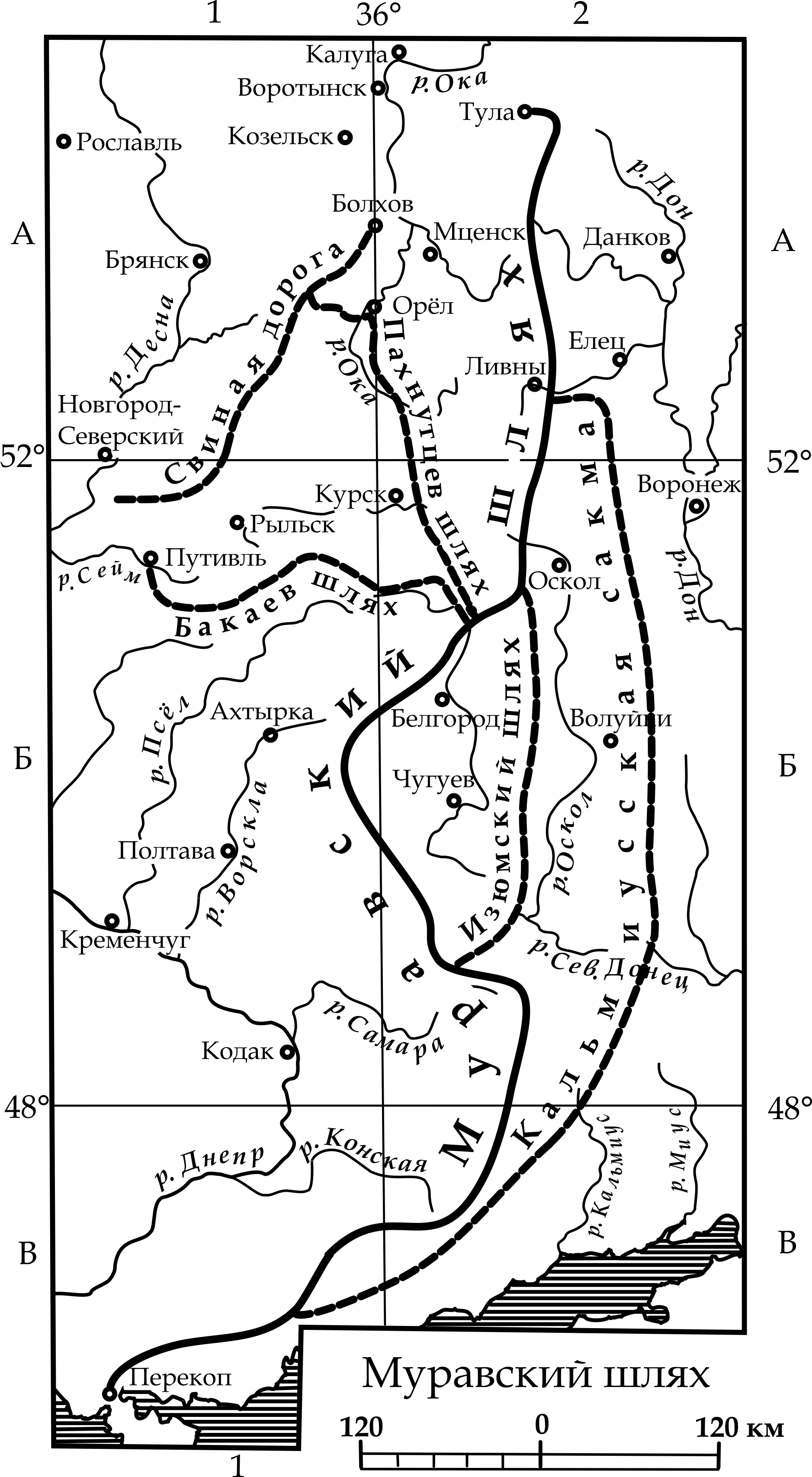
Схема шляхов центральной и южной Руси

Свиной шлях, Свиная дорога, Свинак — один из путей вторжений крымских татар на территорию Русского государства в XV—XVII веках. Свиной шлях брал начало в Посемье близ Рыльска (недалеко от Бакаева шляха) и вёл на северо-восток до Болхова. В наиболее северо-восточной части вблизи Кром соединялся с Пахнутцевым шляхом. Проходил по вытянутой возвышенности между водоразделами двух рек — Десны и Оки. Название связывали с пренебрежительным обозначением крымских татар среди местных жителей. На Свиной дороге устраивались сторо́жи из казаков и детей боярских.